# Okręg wyborczy województwo kieleckie do Senatu Rzeczypospolitej Polskiej (1989–2001)
Okręg wyborczy województwo kieleckie (1989–2001) do Senatu Rzeczypospolitej Polskiej obejmował w latach 1989–2001 obszar województwa kieleckiego. Wybierano w nim 2 senatorów, przy czym w latach 1989–1991 obowiązywała zasada większości bezwzględnej, zaś w latach 1991–2001 większości względnej.
Powstał w 1989 wraz z przywróceniem instytucji Senatu. Zniesiony został w 2001, na jego obszarze utworzono nowe okręgi nr 12, 14 i 32.
Siedzibą okręgowej komisji wyborczej były Kielce.

## Reprezentanci okręgu
| Rok  | Senator komitet wyborczy                     | Senator komitet wyborczy                     | Senator komitet wyborczy                     | Senator komitet wyborczy                               |
| ---- | -------------------------------------------- | -------------------------------------------- | -------------------------------------------- | ------------------------------------------------------ |
| 1989 |                                              | Stanisław Żak Unia Demokratyczna (1991)      |                                              | Jerzy Stępień Porozumienie Obywatelskie Centrum (1991) |
| 1991 |                                              | Stanisław Żak Unia Demokratyczna (1991)      |                                              | Jerzy Stępień Porozumienie Obywatelskie Centrum (1991) |
| 1993 |                                              | Stefan Pastuszka Polskie Stronnictwo Ludowe  |                                              | Ryszard Czarny Sojusz Lewicy Demokratycznej            |
| 1997 |                                              | Krzysztof Lipiec Akcja Wyborcza Solidarność  | Jerzy Suchański Sojusz Lewicy Demokratycznej |                                                        |
| 2001 | okręg zniesiony, patrz okręgi nr 12, 14 i 32 | okręg zniesiony, patrz okręgi nr 12, 14 i 32 | okręg zniesiony, patrz okręgi nr 12, 14 i 32 | okręg zniesiony, patrz okręgi nr 12, 14 i 32           |

## Wyniki wyborów
Symbolem „●” oznaczono senatorów ubiegających się o reelekcję.

### Wybory parlamentarne 1989
| Kandydat                                                          | Głosów  | %     |
| ----------------------------------------------------------------- | ------- | ----- |
| Stanisław Żak                                                     | 293 859 | 69,26 |
| Jerzy Stępień                                                     | 260 223 | 61,34 |
| Witold Zaraska                                                    | 107 605 | 25,36 |
| Maciej Lubczyński                                                 | 38 079  | 8,98  |
| Tadeusz Fatalski                                                  | 22 882  | 5,39  |
| Leszek Bugaj                                                      | 14 207  | 3,35  |
| Antoni Baryła                                                     | 12 049  | 2,84  |
| Maria Grcar                                                       | 10 492  | 2,47  |
| Krzysztof Orkisz                                                  | 6445    | 1,52  |
| Ignacy Jaworowski                                                 | 5965    | 1,41  |
| Andrzej Słomski                                                   | 5704    | 1,34  |
| Bronisław Miszczyk                                                | 5016    | 1,18  |
| Liczba głosów ważnych: 424 259 Źródło: Państwowa Komisja Wyborcza |         |       |

### Wybory parlamentarne 1991
| Kandydat                                              | Kandydat             | Komitet wyborczy                             | Głosów |
| ----------------------------------------------------- | -------------------- | -------------------------------------------- | ------ |
|                                                       | Jerzy Stępień●       | Porozumienie Obywatelskie Centrum            | 84 227 |
|                                                       | Stanisław Żak●       | Unia Demokratyczna                           | 64 115 |
|                                                       | Kazimierz Ujazdowski | Porozumienie Obywatelskie Centrum            | 53 650 |
|                                                       | Andrzej Słomski      | Sojusz Lewicy Demokratycznej                 | 50 906 |
|                                                       | Maciej Giermasiński  | Polskie Stronnictwo Ludowe Sojusz Programowy | 46 209 |
|                                                       | Krzysztof Wsółek     | Konfederacja Polski Niepodległej             | 39 803 |
|                                                       | Wanda Pomianowska    | Polskie Stronnictwo Ludowe Sojusz Programowy | 39 135 |
|                                                       | Janusz Wiśniewski    | Partia X                                     | 32 980 |
|                                                       | Antoni Heda          | Wyborcza Akcja Katolicka                     | 31 003 |
|                                                       | Michał Okła          | Kongres Liberalno-Demokratyczny              | 30 342 |
|                                                       | Stanisław Sańpruch   | Partia X                                     | 29 931 |
|                                                       | Marian Jaworski      | Wyborcza Akcja Katolicka                     | 28 478 |
|                                                       | Narcyz Sobolewski    | Porozumienie Ludowe                          | 24 643 |
|                                                       | Edward Wójcik        | Stronnictwo Demokratyczne                    | 20 299 |
| Frekwencja: 39,54% Źródło: Państwowa Komisja Wyborcza |                      |                                              |        |

### Wybory parlamentarne 1993
| Kandydat                                              | Kandydat              | Komitet wyborczy                                     | Głosów  |
| ----------------------------------------------------- | --------------------- | ---------------------------------------------------- | ------- |
|                                                       | Stefan Pastuszka      | Polskie Stronnictwo Ludowe                           | 121 416 |
|                                                       | Ryszard Czarny        | Sojusz Lewicy Demokratycznej                         | 108 397 |
|                                                       | Maria Szyszkowska     | Sojusz Lewicy Demokratycznej                         | 92 326  |
|                                                       | Jan Kardas            | Samoobrona – Leppera                                 | 60 103  |
|                                                       | Stanisław Żak●        | Unia Demokratyczna                                   | 54 894  |
|                                                       | Leon Gelberg          | Niezależny Samorządny Związek Zawodowy „Solidarność” | 50 049  |
|                                                       | Cezary Chlebowski     | Kongres Liberalno-Demokratyczny                      | 49 305  |
|                                                       | Zygmunt Pęksyk        | Konfederacja Polski Niepodległej                     | 42 716  |
|                                                       | Jerzy Stępień●        | Konwencja Polska                                     | 41 638  |
|                                                       | Anna Czerwińska-Gocał | Bezpartyjny Blok Wspierania Reform                   | 30 134  |
|                                                       | Antoni Heda           | Forum Patriotyczne Polski Walczącej                  | 28 807  |
|                                                       | Halina Skowerska      | Bezpartyjny Blok Wspierania Reform                   | 28 657  |
| Frekwencja: 49,51% Źródło: Państwowa Komisja Wyborcza |                       |                                                      |         |

### Wybory parlamentarne 1997
| Kandydat                                              | Kandydat              | Komitet wyborczy                                | Głosów  |
| ----------------------------------------------------- | --------------------- | ----------------------------------------------- | ------- |
|                                                       | Jerzy Suchański       | Sojusz Lewicy Demokratycznej                    | 109 637 |
|                                                       | Krzysztof Lipiec      | Akcja Wyborcza Solidarność                      | 96 206  |
|                                                       | Stefan Pastuszka●     | Polskie Stronnictwo Ludowe                      | 73 673  |
|                                                       | Stanisława Gawlik     | Ruch Odbudowy Polski                            | 63 065  |
|                                                       | Witold Kania          | Unia Wolności                                   | 43 442  |
|                                                       | Witold Celebański     | Unia Wolności                                   | 41 567  |
|                                                       | Zbigniew Jędrzejczyk  | Krajowa Partia Emerytów i Rencistów             | 36 185  |
|                                                       | Jerzy Sobierajski     | Krajowa Partia Emerytów i Rencistów             | 25 783  |
|                                                       | Kazimierz Kik         | Świętokrzyska Inicjatywa Lewicy                 | 21 931  |
|                                                       | Józef Wołoszyn        | Społeczny KW Kandydata na Senatora Niezależnego | 21 330  |
|                                                       | Mirosław Madej        | Unia Prawicy Rzeczypospolitej                   | 14 128  |
|                                                       | Anna Czerwińska-Gocał | Niezależny KW Anny Czerwińskiej-Gocał           | 13 578  |
|                                                       | Andrzej Poterała      | Unia Prawicy Rzeczypospolitej                   | 12 208  |
|                                                       | Alicja Adamczyk       | KW Alicji Adamczyk                              | 12 045  |
|                                                       | Mariusz Furmanek      | „Bezpieczny Wybór”                              | 10 822  |
|                                                       | Andrzej Machnikowski  | KW Andrzeja Machnikowskiego                     | 9339    |
| Frekwencja: 41,81% Źródło: Państwowa Komisja Wyborcza |                       |                                                 |         |